# Brigitte Oertli
Brigitte Oertli (ur. 10 czerwca 1962 w Egg) – szwajcarska narciarka alpejska, dwukrotna medalistka olimpijska, brązowa medalistka mistrzostw świata oraz czterokrotna zdobywczyni Małej Kryształowej Kuli klasyfikacji Pucharu Świata w kombinacji.

## Kariera
W zawodach Pucharu Świata zadebiutowała 10 grudnia 1979 roku w Piancavallo, gdzie nie ukończyła drugiego przejazdu w slalomie. Pierwsze punkty wywalczyła 18 grudnia 1981 roku w tej samej miejscowości, gdzie zajęła dwunaste miejsce w kombinacji. W sezonie 1981/1982 punktowała jeszcze trzykrotnie, jednak nie poprawiła wyniku z Piancavallo; w klasyfikacji generalnej zajęła ostatecznie 59. miejsce. Na przełomie stycznia i lutego 1982 roku wystartowała na mistrzostwach świata w Schladming, gdzie jej najlepszym wynikiem było 20. miejsce w zjeździe. W kolejnym sezonie trzykrotnie plasowała się w czołowej dziesiątce, jednak nie stanęła na podium. Najlepszy wynik osiągnęła 21 stycznia 1983 roku w Schruns, gdzie była czwarta w kombinacji. Tym razem w klasyfikacji generalnej zajęła 35. miejsce.
Pierwsze pucharowe podium wywalczyła 22 stycznia 1984 roku w Verbier, zajmując trzecie miejsce w kombinacji. Wyprzedziły ją tylko jej rodaczka Erika Hess oraz Olga Charvátová z Czechosłowacji. W pozostałych startach wielokrotnie punktowała, lecz na podium już nie stanęła. Wyniki te dały jej szesnaste miejsce w klasyfikacji generalnej oraz klasyfikacjach zjazdu i slalomu, a w kombinacji była trzynasta. W lutym 1984 roku wzięła udział w igrzyskach olimpijskich w Sarajewie, gdzie w zjeździe była dwunasta, a rywalizacji w slalomie nie ukończyła. Bez medalu wróciła także z mistrzostw świata w Bormio w 1985 roku. Najbliżej medalu była w kombinacji, którą ukończyła na czwartej pozycji, przegrywając walkę o podium z Tamarą McKinney z USA. W zawodach pucharowych siedmiokrotnie plasowała się w najlepszej trójce, w tym 9 grudnia 1984 roku w Davos odniosła swoje pierwsze zwycięstwo, wygrywając kombinację. W tej samej konkurencji zwycięstwo odniosła także 11 stycznia 1985 roku w Bad Kleinkirchheim. Sezon 1984/1985 ukończyła na drugim miejscu, ustępując tylko innej Szwajcarce, Micheli Figini. Była równocześnie trzecia w zjeździe, za Figini i Marią Walliser, a w klasyfikacji kombinacji wywalczyła Małą Kryształową Kulę.
W sezonie 1985/1986 osiągała nieco słabsze wyniki. Siedem razy stawała na podium, jednak nie odniosła zwycięstwa. Czterokrotnie była druga, a trzy razy stawała na najniższym stopniu podium, co dało jej piąte miejsce w klasyfikacji generalnej. Przez trzy kolejne sezony zwyciężała w klasyfikacji kombinacji. W tym czasie wielokrotnie stawała na podium, odnosząc sześć zwycięstw: 11 stycznia 1987 roku w Mellau, 13 grudnia 1987 roku w Leukerbad, 24 stycznia 1988 roku w Bad Gastein i 15 stycznia 1989 roku w Grindelwald wygrywała kombinację, 18 stycznia 1988 roku w Saas Fee zwyciężyła w slalomie, a 5 marca 1988 roku w Aspen była najlepsza w zjeździe. Sezon 1986/1987 ukończyła na trzeciej pozycji, za Walliser i Vreni Schneider, a rok później uległa tylko Figini. W sezonie 1987/1988 drugie miejsce, ponownie za Figini, zajęła także w klasyfikacji biegu zjazdowego. Natomiast w sezonie 1988/1989 w klasyfikacji generalnej zajęła dziewiętnaste miejsce, przy czym na podium stawała tylko trzy razy.
Podczas rozgrywanych w 1987 roku mistrzostw świata w Crans-Montana jej najlepszym wynikiem było dziewiąte miejsce wywalczone w supergigancie. Pierwszy medal na arenie międzynarodowej zdobyła podczas igrzysk olimpijskich w Calgary w 1988 roku, gdzie w biegu zjazdowym zajęła drugie miejsce. W zawodach tych rozdzieliła na podium Marinę Kiehl z RFN oraz Kanadyjkę Karen Percy. Wynik ten powtórzyła w rozgrywanej dwa dni później kombinacji. Po zjeździe do kombinacji Oertli zajmowała jedenaste miejsce, tracąc do prowadzącej Francuzki Carole Merle 1,91 sekundy. W slalomie do kombinacji uzyskała jednak najlepszy czas (pokonując pozostałe zawodniczki o ponad 2 sekundy) i awansowała na podium. Ostatecznie straciła 0,23 punktu do Austriaczki Anity Wachter, a o 21,40 punktu wyprzedziła Marię Walliser. Ostatni sukces osiągnęła na mistrzostwach świata w Vail w 1989 roku, gdzie zdobyła brązowy medal w kombinacji. W zjeździe uzyskała drugi czas, a w slalomie ósmy, co dało jej trzeci łączny wynik. Ostatecznie wyprzedziły ją tylko Tamara McKinney i Vreni Schneider.
Startowała także w sezonie 1989/1990, jednak na podium stanęła tylko raz: 10 grudnia 1989 roku w Steamboat Springs odniosła kolejne zwycięstwo w kombinacji. Było to równocześnie jej ostatnie podium w zawodach tej rangi. W klasyfikacji generalnej zajęła 40. miejsce i w marcu 1990 roku zakończyła karierę. Dwukrotnie zdobywała mistrzostwo Szwajcarii, w latach 1982 i 1984 zwyciężając w kombinacji.

## Osiągnięcia

### Igrzyska olimpijskie
| Miejsce | Dzień     | Rok  | Miejscowość | Konkurencja | Czas biegu | Strata    | Zwyciężczyni    |
| ------- | --------- | ---- | ----------- | ----------- | ---------- | --------- | --------------- |
| DNF1    | 13 lutego | 1984 | Sarajewo    | Slalom      | 1:36,47    | -         | Paoletta Magoni |
| 12.     | 16 lutego | 1984 | Sarajewo    | Zjazd       | 1:13,36    | +1,57     | Michela Figini  |
| 2.      | 19 lutego | 1988 | Calgary     | Zjazd       | 1:25,86    | +0,75     | Marina Kiehl    |
| 2.      | 21 lutego | 1988 | Calgary     | Kombinacja  | 29,25 pkt  | +0,24 pkt | Anita Wachter   |
| 17.     | 22 lutego | 1988 | Calgary     | Supergigant | 1:19,03    | +2,53     | Sigrid Wolf     |
| DNF2    | 26 lutego | 1988 | Calgary     | Slalom      | 1:36,69    | -         | Vreni Schneider |

### Mistrzostwa świata
| Miejsce | Dzień       | Rok  | Miejscowość   | Konkurencja | Czas biegu | Strata     | Zwyciężczyni    |
| ------- | ----------- | ---- | ------------- | ----------- | ---------- | ---------- | --------------- |
| DNF     | 31 stycznia | 1982 | Schladming    | Kombinacja  | 8,99 pkt   | -          | Erika Hess      |
| 20.     | 4 lutego    | 1982 | Schladming    | Zjazd       | 1:37,47    | +2,17      | Gerry Sorensen  |
| 22.     | 6 lutego    | 1982 | Schladming    | Slalom      | 1:41,60    | +8,32      | Erika Hess      |
| 8.      | 3 lutego    | 1985 | Bormio        | Zjazd       | 1:26,96    | +2,20      | Michela Figini  |
| 4.      | 4 lutego    | 1985 | Bormio        | Kombinacja  | 18,72 pkt  | +31,64 pkt | Erika Hess      |
| 5.      | 9 lutego    | 1985 | Bormio        | Slalom      | 1:29,58    | +0,63      | Perrine Pelen   |
| 14.     | 30 stycznia | 1987 | Crans-Montana | Kombinacja  | 15,32 pkt  | +81,42 pkt | Erika Hess      |
| 9.      | 3 lutego    | 1987 | Crans-Montana | Supergigant | 1:19,17    | +2,55      | Maria Walliser  |
| 11.     | 5 lutego    | 1987 | Crans-Montana | Gigant      | 2:21,22    | +3,45      | Vreni Schneider |
| DNF1    | 7 lutego    | 1987 | Crans-Montana | Slalom      | 1:33,30    | -          | Erika Hess      |
| 3.      | 2 lutego    | 1989 | Vail          | Kombinacja  | 5,65 pkt   | +27,23 pkt | Tamara McKinney |
| DNF1    | 7 lutego    | 1989 | Vail          | Slalom      | 1:30,88    | -          | Mateja Svet     |

### Puchar Świata

#### Miejsca w końcowej klasyfikacji
- sezon 1981/1982: 59.
- sezon 1982/1983: 35.
- sezon 1983/1984: 16.
- sezon 1984/1985: 2.
- sezon 1985/1986: 5.
- sezon 1986/1987: 3.
- sezon 1987/1988: 2.
- sezon 1988/1989: 19.
- sezon 1989/1990: 40.

#### Zwycięstwa w zawodach
1. Davos – 9 grudnia 1984 (kombinacja)
2. Bad Kleinkirchheim – 11 stycznia 1985 (kombinacja)
3. Mellau – 11 stycznia 1987 (kombinacja)
4. Leukerbad – 13 grudnia 1987 (kombinacja)
5. Saas-Fee – 18 stycznia 1988 (slalom)
6. Bad Gastein – 24 stycznia 1988 (kombinacja)
7. Aspen – 5 marca 1988 (zjazd)
8. Grindelwald – 15 stycznia 1989 (kombinacja)
9. Steamboat Springs – 10 grudnia 1989 (kombinacja)

- 9 zwycięstw (7 kombinacji, 1 slalom i 1 zjazd)

#### Pozostałe miejsca na podium
1. Verbier – 22 stycznia 1984 (kombinacja) – 3. miejsce
2. Bad Kleinkirchheim – 9 stycznia 1985 (zjazd) – 2. miejsce
3. Bad Kleinkirchheim – 10 stycznia 1985 (zjazd) – 2. miejsce
4. Pfronten – 14 stycznia 1985 (slalom) – 2. miejsce
5. Vail – 2 marca 1985 (zjazd) – 2. miejsce
6. Banff – 10 marca 1985 (supergigant) – 3. miejsce
7. Sestriere – 8 grudnia 1985 (slalom) – 3. miejsce
8. Sestriere – 12 grudnia 1985 (kombinacja) – 2. miejsce
9. Bad Gastein – 12 stycznia 1986 (kombinacja) – 3. miejsce
10. Puy-Saint-Vincent – 16 stycznia 1986 (zjazd) – 2. miejsce
11. Crans-Montana – 1 lutego 1986 (zjazd) – 2. miejsce
12. Piancavallo – 4 lutego 1986 (slalom) – 3. miejsce
13. Furano – 1 marca 1986 (zjazd) – 2. miejsce
14. Waterville Valley – 5 grudnia 1986 (slalom) – 2. miejsce
15. Courmayeur – 17 grudnia 1986 (slalom) – 3. miejsce
16. Valzoldana – 21 grudnia 1986 (slalom) – 2. miejsce
17. Saalbach – 6 stycznia 1987 (supergigant) – 2. miejsce
18. Bischofswiesen – 18 stycznia 1987 (gigant) – 3. miejsce
19. Leukerbad – 11 grudnia 1987 (zjazd) – 3. miejsce
20. Zinal – 16 stycznia 1988 (zjazd) – 3. miejsce
21. Bad Gastein – 23 stycznia 1988 (zjazd) – 2. miejsce
22. Rossland – 12 marca 1988 (zjazd) – 2. miejsce